# Johan Christian Frederik Eckardt
Johan Christian Frederik Eckardt, född 3 juli 1823 i Helsingør, död 15 januari 1899, var en dansk lantman. . 
Eckardt blev student 1841 och började studera juridik, men beslutade sig efter några år att satsa på lantbruk. Han deltog som frivillig i slesvig-holsteinska kriget 1848–1849, bereste året därpå en stor del av Europa för att studera åkerbruk och köpte efter sin hemkomst (1851) Ørumgård mellan Horsens och Vejle. Han blev snart känd som en framstående lantman med intresse för de dåtida framstegen på lantekonomins område. Han var under många år en flitig skribent och eftersökt föredragshållare. Han fick även stor betydelse inom lantbrukets föreningsliv; särskilt kan nämnas att han som ordförande i Vejle amts landboförening tillsammans med Hans Peter Heide och några andra lantmän 1872 stiftade Fællesforeningen af jyske Landboforeninger, som fick stor betydelse för det jylländska lantbruket och efterföljdes av motsvarande föreningar i övriga landsdelar.